# Christmas Lights
«Christmas Lights» és una cançó de la banda britànica Coldplay llançada l'1 de desembre de 2010 com a descàrrega digital però no fou inclosa en cap àlbum. Una setmana abans de la seva publicació, fou anunciada en el lloc web oficial de la banda mitjançant una animació sobre la portada del senzill, dissenyada per l'artista Yu Matsuoka Pol.
Posteriorment van publicar en la seva pàgina d'iTunes Ping tres vídeos making-of sobre el procés de creació del videoclip del senzill. També van penjar un vídeo de mostra sobre el videoclip en el seu lloc web.
Un mes abans del llançament del senzill, el grup ja discutia sobre com realitzar el videoclip. El pla original era una filmació senzilla a Oxford Street de Londres, un lloc mencionat en la lletra de la cançó, però després de treballar en diverses en noves idees, van decidir contactar amb el dissenyador Misty Buckley per donar-los un nou punt de vista. En la primera trobada a l'estudi "The Bakery" tots es van posar d'acord excepte en la localització final, que fou finalment a South Bank perquè es trobaven el mar i la ciutat, i que van decidir tot just cinc dies abans de començar el rodatge. El director del videoclip fou Mat Whitecross, vell amic de la banda i director de diversos videoclips de Coldplay com "Bigger Stronger" o "Lovers in Japan". Un centenar de seguidors de la banda apareixen en el videoclip llançant globus de colors des d'un vaixell en el riu Tàmesi. A la part superior de l'escenari que apareix en el vídeo hi ha la inscripció llatina "Credo Elvem Etiam Vivere", que significa "Crec que l'Elvis encara viu".

## Llista de cançons
1. "Christmas Lights" − 4:02